# Шилов, Константин Юрьевич
Константи́н Ю́рьевич Ши́лов — генеральный директор Акционерного общества «Концерн «Научно-производственное объединение «Аврора» (НПО «Аврора»), доктор технических наук, профессор, Почётный судостроитель (2007), лауреат премии Правительства РФ в области науки и техники (2008).
Родился 12 мая 1952 года в Ленинграде. В 1975 году окончил Ленинградский институт авиационного приборостроения (ЛИАП) по специальности «Авиационное приборостроение» с дипломом инженера-электромеханика.
По окончании этого института пришёл работать в НПО «Аврора», где прошёл все этапы профессионального и административного роста — от рядового инженера до генерального директора, руководителя крупнейшего приборостроительного объединения судостроительной отрасли.
К. Ю. Шилов сочетает практическую деятельность с глубокими научными исследованиями в области автоматизации кораблей и судов. В 1983 году защитил диссертацию на соискание ученой степени кандидата технических наук и был назначен главным конструктором систем управления техническими средствами больших надводных кораблей.
В 1995 году окончил Международный банковский институт с квалификацией «Специалист по антикризисному управлению предприятием».
В 2007 году окончил Санкт-Петербургский государственный университет по специализации «Управление реформируемыми предприятиями оборонно-промышленного комплекса» и защитил диссертацию на соискание ученой степени доктора технических наук.
В 2020 году присвоено учёное звание профессора.
На НПО «Аврора» при его активном участии сформировалась научная школа, благодаря чему разработана перспективная концепция интегрированной системы управления кораблем. Эта система была впервые реализована при строительстве неатомной подводной лодки «Санкт-Петербург».
К. Ю. Шилов возглавляет специальный диссертационный совет, созданный на базе НПО «Аврора». Под его руководством подготовлены и успешно защищены 3 кандидатские диссертации. При его непосредственном участии и под его руководством на НПО «Аврора» развивается система подготовки научных кадров, создана система стимулирования и поддержки творческой активности сотрудников. Он является заведующим кафедрой корабельных информационно-управляющих систем Санкт-Петербургского политехнического университета Петра Великого. Входит в состав президиума Комитета по судостроительной промышленности и морской технике Союза машиностроителей России. Входит в Совет директоров АО «Концерн «Моринформсистема-Агат». Работает в составе редакционных коллегий журналов «Морской вестник» и «Морская радиоэлектроника».
Является автором более 90 научных трудов по теории и практике автоматизации морских объектов и обучающих центров, в том числе монографии «Методы создания технических средств обучения корабельных операторов».

## Награды
- Юбилейная медаль «300 лет Российскому флоту» — 1996 г.[11][2].
- Медаль «В память 300-летия Санкт-Петербурга» — 2003 г.[2].
- Звание «Почётный судостроитель» − 2007 г.[3].
- Звание лауреат премии Правительства РФ в области науки и техники — 2008 г.[2][3].
- Орден «За морские заслуги» — 2014[12][2].
- Знак отличия Государственной корпорации по атомной энергии «Росатом» «Академик А. П. Александров» — 2015 г.[13].
- Орден «За военные заслуги» — 2020 г.[14].
- Памятный знак главнокомандующего Военно-Морским флотом — 2020 г.[15].